# Paulo Hesse
Paulo César Boeta, mais conhecido como Paulo Hesse (Caçapava, 1 de abril de 1942 – São Paulo, 14 de novembro de 2023), foi um ator brasileiro.

## Biografia
Paulo Hesse apareceu primeiramente em 1966 no espetáculo de teatro profissional, no Teatro Municipal de São Paulo, com a peça Antígona, de Sófocles, com direção de Benjamin Cattan, no papel (personagem do Côro).
E como ator em teatro e televisão na década de 1970, e no cinema, em 1973, com o filme A Super Fêmea.
Em 1973 interpretou, na TV Record, Venha Ver o Sol Nascer na Estrada. A seguir, na TV Tupi, fez O Machão e, mais tarde, Cinderela 77, Salário Mínimo e Gaivotas. Em 1980, fez, na TV Bandeirantes, Dulcinéa vai à guerra e, na TV Cultura, As Cinco Panelas de Ouro. Em 1982 participou do filme O Homem do Pau Brasil.
Em 1984, esteve no SBT em Meus Filhos, Minha Vida e, na TV Globo, Rabo de Saia; na sequência, novamente no SBT, participou da novela Jerônimo. Voltou para a Rede Globo em 1984, onde participou de Anarquistas Graças a Deus e Selva de Pedra em 1986.
Novamente no SBT, participou das novelas Éramos Seis em 1994, e Razão de Viver em 1996. Retornando a TV Record em 1997, fez a novela Direito de Vencer e, na TV Manchete, da novela Mandacaru.
Em 2000, retornou para a TV Globo em O Cravo e a Rosa, e participou, ainda, de Desejos de Mulher. Em 2001, interpretou o personagem Doutor Rachid Rafidjian no filme Bellini e a Esfinge. Em 2007 fez uma participação especial na novela Paraíso Tropical, da TV Globo, e no teatro, apresentou-se com a peça O Inimigo do Povo.
Em 2008 participou, na Bandeirantes, de Água na Boca.
Morreu em 14 de novembro de 2023, aos 81 anos.

### Formação
Formou-se na Escola de Arte Dramática, atuando como aluno, ator e diretor; em uma dezena de peças, tais como:
- O Relicário (Coelho Neto)
- A Incelença (Luiz Marinho)
- As Alegres Comadres de Windsor (William Shakespeare)
- Entre Quatro Paredes (Jean Paul Sartre)
- Joana D'Arc (Claudel)
- Balada de Manhattan (Léo Gilson Ribeiro)
- Pedro Pedreiro (Renata Pallotini)
- Os Espéctros (Henrik Ibsen)
- O Mestre (Ionesco)
- Terror e Miséria do III Reich (Berthold Brecht)

## Trabalhos

### Televisão
| Ano     | Título                      | Personagem                        | Notas                            | Emissora          |
| ------- | --------------------------- | --------------------------------- | -------------------------------- | ----------------- |
| 1973    | Venha Ver o Sol na Estrada  | Renan                             |                                  | Rede Record       |
| 1974    | O Machão                    | Doutor Valcourt                   |                                  | Rede Tupi         |
| 1975    | O Sheik de Ipanema          | Calixto                           |                                  | Rede Tupi         |
| 1975    | O Velho, o Menino e o Burro | Padre Pinto                       |                                  | Rede Tupi         |
| 1977    | Cinderela 77                | Camaleão, o Magnífico (Mc Carthy) |                                  | Rede Tupi         |
| 1978    | Salário Mínimo              | Bruno                             |                                  | Rede Tupi         |
| 1979    | Gaivotas                    | Fernando                          |                                  | Rede Tupi         |
| 1979    | Carga Pesada                | Gente fina                        | Episódio: "A Espera"             | Rede Globo        |
| 1980    | O Desconhecido              | —                                 |                                  |                   |
| 1980    | Dulcinéa vai à Guerra       | Demóstenes                        |                                  | Rede Bandeirantes |
| 1982    | As Cinco Panelas de Ouro    | Padre Zoroasto                    |                                  | TV Cultura        |
| 1984    | Anarquistas, Graças a Deus  | Amadeo Strambi                    |                                  | Rede Globo        |
| 1984    | Rabo de Saia                | Solon Macedo                      |                                  | Rede Globo        |
| 1984    | Jerônimo                    | Doutor Pileque (Clodomiro Seixas) |                                  | SBT               |
| 1984    | Meus Filhos, Minha vida     | Pascoal Camargo                   |                                  | SBT               |
| 1986    | Selva de Pedra              | Issac                             |                                  | Rede Globo        |
| 1987-90 | Veja o Gordo                | Vários personagens                |                                  | SBT               |
| 1994    | Éramos Seis                 | Higino                            |                                  | SBT               |
| 1996    | Razão de Viver              | Humphrey                          |                                  | SBT               |
| 1997    | Direito de Vencer           | Rodrigo                           |                                  | Rede Record       |
| 1997    | Mandacaru                   | Ferreirinha                       |                                  | Rede Manchete     |
| 2000    | O Cravo e a Rosa            | Delegado Sansão Farias            |                                  | Rede Globo        |
| 2002    | Desejos de Mulher           | Médico do sanatório               | Participação especial            | Rede Globo        |
| 2005    | Senta Que Lá Vem Comédia    | Mordomo Alemão                    | Episódio: "O defeito de família" | TV Cultura        |
| 2007    | Paraíso Tropical            | Laranjeira                        |                                  | Rede Globo        |
| 2008    | Água na Boca                | Abílio                            |                                  | Rede Bandeirantes |

### Cinema
| Ano  | Título                                   | Personagem              |
| ---- | ---------------------------------------- | ----------------------- |
| 1972 | Livre Sol                                | Sobrevivente            |
| 1973 | O Quintal                                | Célo                    |
| 1974 | A Casa das Tentações                     | Mercador                |
| 1974 | O Signo de Escorpião                     | Beto (Capricórnio)      |
| 1974 | A Super Fêmea                            | repórter Giba Um        |
| 1976 | O Ibraim do Subúrbio                     | Roy                     |
| 1977 | A Árvore dos Sexos                       | Pacheco                 |
| 1977 | Pintando o Sexo                          | Léo                     |
| 1978 | Damas do Prazer                          | Corsário                |
| 1980 | Império das Taras                        | Pacheco                 |
| 1980 | O Desconhecido                           | profeta visionário      |
| 1982 | O Homem do Pau-Brasil                    | Mário de Andrade        |
| 1984 | O Baiano Fantasma                        | Reméla                  |
| 2001 | Sonhos tropicais                         | Senador Teixeira Mendes |
| 2001 | Bellini e a Esfinge                      | Doutor Rachid Rafidjian |
| 2015 | Os Últimos Compassos de Dircinha Batista | Psiquiatra              |

### Teatro
- 1966 Antígona (Sófocles) - Direção: Benjamin Cattan - personagem do Côro
- 1970 Macbeth (Shakespeare) - Direção: Fauzi Arap - Nobre Ross e Rei Duncan
- 1970 Fim de Jogo (Samuel Beckett) - Direção: Oswaldo Mendes - Clóv
- 1970 Pena Que Ela Seja Uma P... (John Ford) - Direção: Roberto Vignati - Vasquez
- 1971 Natal na Praça (H. Gheon) - Direção: Ewerton de Castro - Herodes
- 1971 As Aventuras de Peer Gynt (Henrik Ibsen) - Direção: Antunes Filho - Rei de Dovre/Mr. Ballon/Pastor e Felá [5] (Teatro Itália)
- 1972 O Santo Milagroso (Lauro César Muniz) - Direção: Lauro César Muniz - Pastor Camilo
- 1972 Auto da Compadecida (Ariano Suassuna) - Direção: João Cândido - João Grilo
- 1972 Abelardo e Heloísa (R. Millar) - Direção: Flávio Rangel - Alberico de Reihns
- 1973 Lucia Elétrica de Oliveira (Cláudia de Castro) - Direção: Paulo Hesse
- 1973 Check Up (Paulo Pontes) - Direção: Antunes Filho - Meu Filho (Teatro Itália)
- 1974 Mulheres a bordo (J. Wise) - Direção: Eloy Araújo - Hennesey
- 1975 Dr. Zote (Nery G. Maria) - Direção: Tereza Aguiar - Zote
- 1976 Alegro Desbum (Oduvaldo Viana Filho) - Direção: José Renato Pécora - Protético
- 1977 A Infidelidade ao Alcance de Todos (Lauro César Muniz) - Direção: Altair Lima - Os cinco maridos
- 1980 El Grande de Pepsi-Cola (Andrew Dickson White) - Direção: Carlos Simone - Don Pepe Hernandez
- 1981 A Idéia Fixa (Norberto Conti) - Direção: Carlos Alberto Soffredini - Bombeiro e Psicanalista
- 1982 Tá Boa Santa? (Fernando Mello) - Direção: Alvinho Guimarães - Ananias
- 1982 Bent (Martin Sherman) - Direção: Roberto Vignati - Tio
- 1984 Se Nureyev Pode Por Que Eu Não Posso? (Paulo Hesse) - Direção: João Albano - Francis
- 1985 Pô Romeu (Ephraim Kishon) - Direção: Adriano Stuart - Shakespeare
- 1986 Larga do Meu Pé (Georges Feydeau) - Direção: Luiz de Lima - Fodoff
- 1987 O Feitiço (Oduvaldo Viana) - Direção: Osmar Rodrigues Cruz - Nhonhô
- 1988 Onde Canta o Sabiá (Gastão Tojeiro) - Direção: Osmar Rodrigues Cruz - Antonio
- 1990 Confusão na Cidade (Carlo Goldoni) - Direção: Osmar Rodrigues Cruz - Tófolo Marmota
- 1993 Pigmaleoa (Millôr Fernandes) - Direção: Jaques Lagoa - Padre Anunciação
- 1994 Sua Excelência, o Candidato (Marcos Caruso e Jandira Martini) - Direção: Bibi Ferreira - Atos
- 1994 Fim de Papo (Mars Caruso) - Direção: Silnei Siqueira - Dantas
- 1998 Viva o Demiurgo (Paulo Pélico) - Direção: Bibi Ferreira - Seu Ernesto
- 2003 A Importância de Ser Fiel (Oscar Wilde) - Grupo Tapa-Direção: Eduardo Tolentino - cônego Shaseble
- 2004 De Cara com o Avesso (Neir Llelis) - Direção: José Renato Pécora - Marmita
- 2006 a 2007 O Inimigo do Povo (Henrik Ibsen) - Direção: Sérgio Ferrara - prefeito Peter Stockmann